# Coldspring (Teksas)
Coldspring – miasto w Stanach Zjednoczonych, w stanie Teksas, w hrabstwie San Jacinto.